# فاشا، آلمان
شهر فاشا، آلمان (به آلمانی: Vacha, Germany) در ایالت تورینگن در کشور آلمان واقع شده‌است.